# NHK Trophy de 1999
NHK Trophy de 1999 foi a vigésima edição do NHK Trophy, um evento anual de patinação artística no gelo organizado pela Federação Japonesa de Patinação (em japonês:  日本スケート連盟), e que fez parte do Grand Prix de 1999–00. A competição foi disputada entre os dias 2 de dezembro e 5 de dezembro, na cidade de Nagoya, Japão.

## Eventos
- Individual masculino
- Individual feminino
- Duplas
- Dança no gelo

## Medalhistas
| Evento                        | Ouro                                        | Prata                                      | Bronze                                           |
| Individual masculino detalhes | Evgeny Plushenko · Rússia                   | Timothy Goebel · Estados Unidos            | Ilia Klimkin · Rússia                            |
| Individual feminino detalhes  | Maria Butyrskaya · Rússia                   | Viktoria Volchkova · Rússia                | Tatiana Malinina · Uzbequistão                   |
| Duplas detalhes               | Maria Petrova · Alexei Tikhonov · Rússia    | Sarah Abitbol · Stéphane Bernadis · França | Dorota Zagórska · Mariusz Siudek · Polônia       |
| Dança no gelo detalhes        | Marina Anissina · Gwendal Peizerat · França | Irina Lobacheva · Ilia Averbukh · Rússia   | Margarita Drobiazko · Povilas Vanagas · Lituânia |

## Resultados

### Individual masculino
| Pos.              | Nome                | Nacionalidade  | Pontos | PC | PL |
| ----------------- | ------------------- | -------------- | ------ | -- | -- |
| Medalha de ouro   | Evgeni Plushenko    | Rússia         | 1.5    | 1  | 1  |
| Medalha de prata  | Timothy Goebel      | Estados Unidos | 3.0    | 2  | 2  |
| Medalha de bronze | Ilia Klimkin        | Rússia         | 4.5    | 3  | 3  |
| 4                 | Roman Skorniakov    | Uzbequistão    | 7.0    | 4  | 5  |
| 5                 | Vincent Restencourt | França         | 8.5    | 9  | 4  |
| 6                 | Takeshi Honda       | Japão          | 10.0   | 8  | 6  |
| 7                 | Yamato Tamura       | Japão          | 10.0   | 6  | 7  |
| 8                 | Anthony Liu         | Austrália      | 11.5   | 7  | 8  |
| 9                 | Evgeni Pliuta       | Ucrânia        | 11.5   | 5  | 9  |
| 10                | Jayson Dénommée     | Canadá         | 15.0   | 10 | 10 |
| 11                | Yosuke Takeuchi     | Japão          | 17.0   | 12 | 11 |
| 12                | David Jäschke       | Alemanha       | 17.5   | 11 | 12 |

### Individual feminino
| Pos.              | Nome               | Nacionalidade  | Pontos | PC | PL |
| ----------------- | ------------------ | -------------- | ------ | -- | -- |
| Medalha de ouro   | Maria Butyrskaya   | Rússia         | 2.0    | 2  | 1  |
| Medalha de prata  | Viktoria Volchkova | Rússia         | 2.5    | 1  | 2  |
| Medalha de bronze | Tatiana Malinina   | Uzbequistão    | 5.0    | 4  | 3  |
| 4                 | Elena Liashenko    | Ucrânia        | 5.5    | 3  | 4  |
| 5                 | Shizuka Arakawa    | Japão          | 7.5    | 5  | 5  |
| 6                 | Annie Bellemare    | Canadá         | 10.0   | 8  | 6  |
| 7                 | Amber Corwin       | Estados Unidos | 10.5   | 7  | 7  |
| 8                 | Fumie Suguri       | Japão          | 11.0   | 6  | 8  |
| 9                 | Yulia Vorobieva    | Azerbaijão     | 13.5   | 9  | 9  |

### Duplas
| Pos.              | Nome                                      | Nacionalidade  | Pontos | PC | PL |
| ----------------- | ----------------------------------------- | -------------- | ------ | -- | -- |
| Medalha de ouro   | Maria Petrova / Alexei Tikhonov           | Rússia         | 2.0    | 2  | 1  |
| Medalha de prata  | Sarah Abitbol / Stéphane Bernadis         | França         | 2.5    | 1  | 2  |
| Medalha de bronze | Dorota Zagórska / Mariusz Siudek          | Polônia        | 4.5    | 3  | 3  |
| 4                 | Shen Xue / Zhao Hongbo                    | China          | 6.0    | 4  | 4  |
| 5                 | Danielle Hartsell / Steve Hartsell        | Estados Unidos | 8.5    | 7  | 5  |
| 6                 | Valerie Saurette / Jean-Sébastien Fecteau | Canadá         | 8.5    | 5  | 6  |
| WD                | Peggy Schwarz / Mirko Müller              | Alemanha       | —      | 6  | WD |

### Dança no gelo
| Pos.              | Nome                                  | Nacionalidade | Pontos | DC | DO | DL |
| ----------------- | ------------------------------------- | ------------- | ------ | -- | -- | -- |
| Medalha de ouro   | Marina Anissina / Gwendal Peizerat    | França        | 2.0    | 1  | 1  | 1  |
| Medalha de prata  | Irina Lobacheva / Ilia Averbukh       | Rússia        | 4.0    | 2  | 2  | 2  |
| Medalha de bronze | Margarita Drobiazko / Povilas Vanagas | Lituânia      | 6.0    | 3  | 3  | 3  |
| 4                 | Elena Grushina / Ruslan Goncharov     | Ucrânia       | 8.0    | 4  | 4  | 4  |
| 5                 | Galit Chait / Sergei Sakhnovsky       | Israel        | 10.0   | 5  | 5  | 5  |
| 6                 | Albena Denkova / Maxim Staviyski      | Bulgária      | 12.0   | 6  | 6  | 6  |
| 7                 | Josée Piché / Pascal Denis            | Canadá        | 14.0   | 7  | 7  | 7  |
| 8                 | Nozomi Watanabe / Akiyuki Kido        | Japão         | 16.0   | 8  | 8  | 8  |
| 9                 | Rie Arikawa / Kenji Miyamoto          | Japão         | 18.0   | 9  | 9  | 9  |

## Quadro de medalhas
| Ordem | País           | Medalha de ouro | Medalha de prata | Medalha de bronze |    | Ordem por total |
| ----- | -------------- | --------------- | ---------------- | ----------------- | -- | --------------- |
| 1     | Rússia         | 3               | 2                | 1                 | 6  | 1               |
| 2     | França         | 1               | 1                |                   | 2  | 2               |
| 3     | Estados Unidos |                 | 1                |                   | 1  | 3               |
| 4     | Lituânia       |                 |                  | 1                 | 1  | 3               |
| 4     | Polônia        |                 |                  | 1                 | 1  | 3               |
| 4     | Uzbequistão    |                 |                  | 1                 | 1  | 3               |
| TOTAL | TOTAL          | 4               | 4                | 4                 | 12 | —               |